# بوب فالنتاين
روبرت بونار «بوب» فالنتاين ((بالإنجليزية: Bob Valentine)‏)، من مواليد 10 مايو 1939 في دندي في اسكتلندا، حكم كرة قدم استكلندي دولي سابق. حكم في بطولة كأس العالم لكرة القدم 1982. و قد حكم في كأس الخليج 1986، وقد أدار مباراة منتخب الكويت لكرة القدم ومنتخب السعودية لكرة القدم في 23 مارس 1986، وقد أدار مباراة منتخب الكويت لكرة القدم ومنتخب العراق لكرة القدم في 3 ابريل 1986، وقد أدار مباراة منتخب الإمارات لكرة القدم ومنتخب البحرين لكرة القدم في 5 ابريل 1986، وقد أدار مباراة منتخب العراق لكرة القدم ومنتخب عمان لكرة القدم في 6 ابريل 1986. وحكم في بطولة أمم أوروبا 1988.

## وصلات خارجية
- بوب فالنتاين على موقع Soccerway.com (الإنجليزية)
- بوب فالنتاين على موقع أوليمبيديا (الإنجليزية)